# Sailly-Saillisel
Sailly-Saillisel ist eine nordfranzösische Gemeinde mit 478 Einwohnern (Stand 1. Januar 2022) im Département Somme in der Region Hauts-de-France. Die Gemeinde gehört zum Kanton Péronne.

## Geographie
Die Gemeinde liegt rund fünf Kilometer nordöstlich von Combles an der Départementsstraße D1017 (frühere Route nationale 17). Die Verzweigung der Autoroute A1 und der Autoroute A2 liegt teilweise auf Gemeindegebiet. Der östliche Gemeindeteil Saillisel ist mit Sailly zusammengewachsen.

## Geschichte

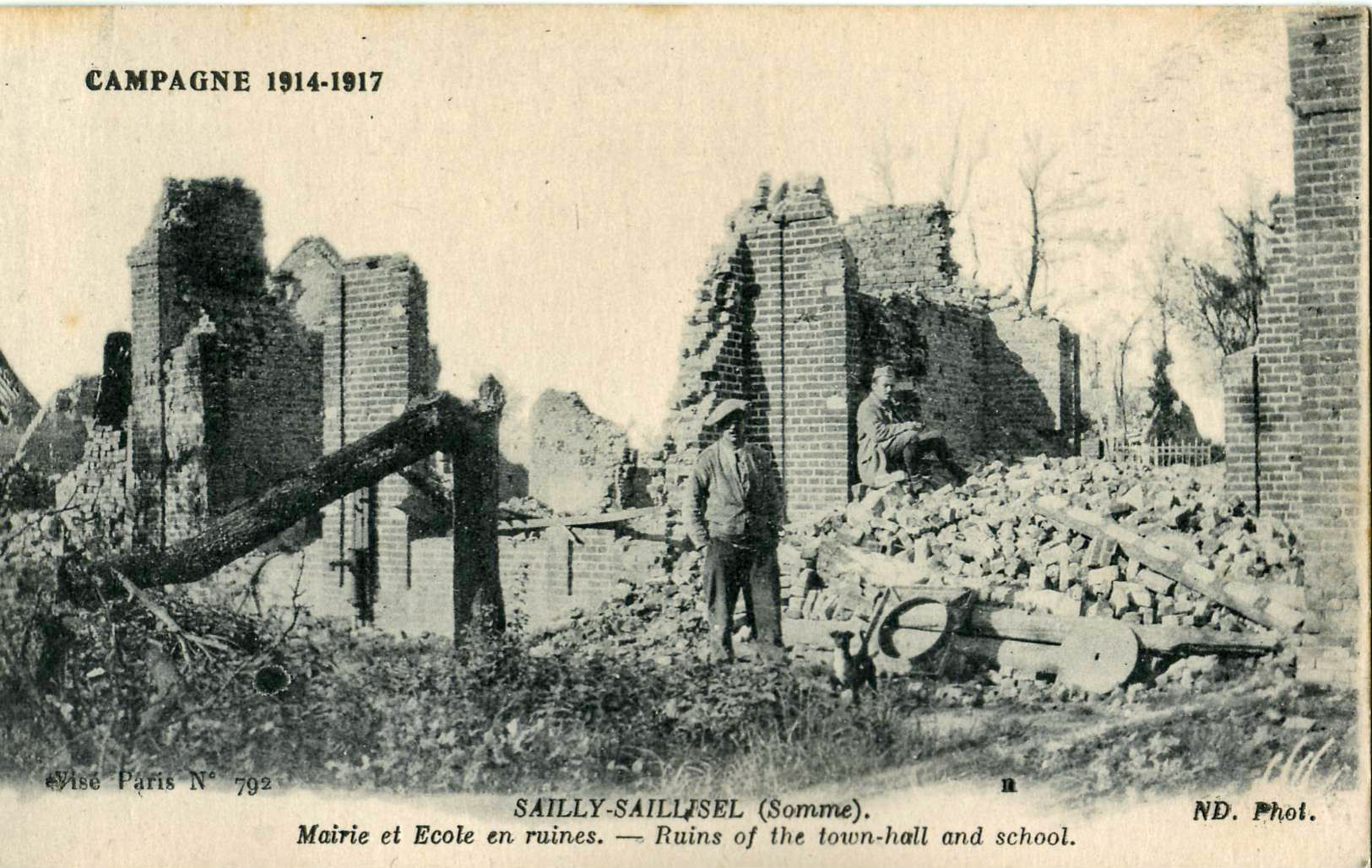
Zerstörte Mairie und Schule 1916

Die Gemeinde war Teil des Schauplatzes der Schlacht bei Bapaume (1871). Der Vormarsch der alliierten Truppen in der Schlacht an der Somme im Juli 1916 kam hier zum Stehen. Die Gemeinde erhielt als Auszeichnung das Croix de guerre 1914–1918.

## Einwohner
| 1962 | 1968 | 1975 | 1982 | 1990 | 1999 | 2006 | 2010 |
| ---- | ---- | ---- | ---- | ---- | ---- | ---- | ---- |
| 393  | 382  | 404  | 404  | 417  | 410  | 441  | 495  |

## Verwaltung
Bürgermeister (maire) ist seit 2001 Gérard Parsy.

## Sehenswürdigkeiten
- Kirche Saint-Vast
- Britischer Soldatenfriedhof